# Turkot bucharski
Turkot bucharski, torkut, turkot uzbecki – rasa gołębia skalnego występująca tylko w niewoli. Gołąb typu ozdobnego azjatyckiego, zarejesrtowany w grupie szóstej – turkoty z numerem 501. Rasa pochodzi z Persji i Buchary. Rozpowszechniona głównie w Rosji, na Ukrainie i w krajach i azjatyckich. Turkot bucharski należy do tzw. turkotów dwuczubych. Tułów dorosłego samca ma około 45 cm długości, a masa gołębia nie osiąga maksymalnie 350 g.

## Opis rasy
Są spokojne i płochliwe. Szybko jednak się przywiązują do właściciela. W okresie godowym samiec grucha głównie w nocy aby przywabić samicę. Ptaki mają słabą nieśność i płodność. Odsetek piskląt jest niewielki. Nazwa Turkot odnosi się do głosów wydawanych przez ptaka przypominające bębnienie trwające 6 – 10 minut. Dlatego w Rosji nazywany barbańczykiem, trubaczem lub torkutem. 
Głowa
Mocna i płaska. Na głowie występują bujne i luźnie struktury z piór, które z wiekiem przysłaniają oczy, czoło i dziób gołębia. Ptak ma więc słaby wzrok.
Oczy
Obwódki oczu czarne. Tęczówki perłowe lub brunatne (u białych ptaków).
Dziób
Mocny o barwie od cielistej do czarnej.
Szyja
Krótka i gruba, noszona pionowo.
Sylwetka
Pozioma, przypominająca przycupnięcie lub fokę. Ptak trzyma głowę blisko wola.
Skrzydła
Potężne, prawie tarczowe. Sterówki długie. Zdolność lotowa ograniczona.
Nogi
Kolana, palce i skoki mocno upierzone (łapcie i skarpety). Nogi dyndają w locie.
Upierzenie
Bujne, długie i szerokie, dość luźne. Kolory białe, żółte, czerwone, czarne, pstre, tygrysowate, niebieskie z czarnymi pasami i lazurowe.

## Hodowla
Zjada kukurydzę, słonecznik, pszenicę, jęczmień, wykę i konopię. Trzeba pamiętać, aby paszę podawać do specjalnych pojemników, a nie rzucać na ziemię, gdyż może to spowodować zakażania drobnoustrojami. Nie są agresywne w stosunku do innych ptaków, poza okresem godowym. Łatwo przywiązują się do właściciela.

### Zasięg rasy
Rasa ma zasięg międzykontynentalny. Hoduje się ją głównie w krajach azjatyckich i europejskich, w tym w Polsce.